# 東京東海商業学校
東京東海商業学校（とうきょうとうかいしょうぎょうがっこう）は、かつて東京府東京市麻布区新堀町（現・東京都港区南麻布）にあった私立の男子実業学校。学校経営において数々の不祥事を行っていたことが発覚したため、最後は文部省により閉鎖・解散させられた。

## 歴史
東京東海商業学校は、高等小学校卒業程度を入学資格とする4年制の夜間甲種商業学校として1929年（昭和4年）3月9日に文部省より設置が認可され、同年4月に開校した。
しかし、1936年（昭和11年）1月8日に、同校庶務係主任が卒業証書を不正に売り、私立大学の専門部に在籍する学生3人がこれを買ったとして、警視庁本郷本富士警察署が彼らを取調べ、同月15日には学校設立者で財団理事長を兼任していた校長もこの不正売買を共謀した疑いで同署に召喚され、事情聴取された。その結果、東京東海商業学校が中等学校卒業資格を欲する苦学生を対象に、100円から150円（200円とも）で卒業証書を販売し、学校の帳簿には購入者が卒業したかのように記載していたことが発覚した。また併せて、設立以来同校が金稼ぎのために定員を超過するほどに不正入学を許可し、月謝さえ納めれば卒業証書を授与することも行っており、授業もまともに実施されていなかったということも判明した。さらに、同月27日には校長が、1932年（昭和7年）から1934年（昭和9年）9月にかけて、合計約2千円の校友会費を自身の株売買のために費消したとして、東京区検事局より業務上横領罪で起訴され、市ヶ谷刑務所に収容されるに至った。
以上の諸問題を受けて、東京府学務部は東京東海商業学校に閉鎖命令を下すよう文部省へ具申し、同年3月28日には同部署を通じて、文部省より私立学校令第10条に基づく同月31日付での閉鎖命令が発せられ、同校は解散した。
学校解散後の同年5月29日、東京刑事地方裁判所は、「被告は横領費消した金を全部返済したので其の点は諒とするも教育者として純真なる学生を欺き世を害した罪は大きい」として、控訴審を争っていた元校長に対して懲役6月の判決を下した。元校長は不服として上告したが、11月6日に大審院はこれを棄却し、刑が確定した。

## 校歌
東京東海商業学校の校歌は、本居長世が作曲を担当した（作詞者と制作年月日については未詳）。

## その他
1935年（昭和10年）6月中旬に生徒2人が富士登山へ出かけたまま行方不明となり、同年10月9日に青木ヶ原付近の山より白骨遺体となって発見される事件が発生した。